# Tuffi ai Giochi della XXIX Olimpiade - Trampolino 3 metri sincro maschile
Il concorso dei tuffi dal trampolino 3 metri sincro maschile si è svolto il 13 agosto 2008 presso il Centro Acquatico Nazionale di Pechino. Alle gare hanno partecipato otto coppie di atleti provenienti da otto nazioni differenti.
La medaglia d'oro è stata vinta dalla coppia cinese composta da Wang Feng e Qin Kai, che hanno preceduto i russi Dmitrij Sautin e Jurij Kunakov, argento, e gli ucraini Illja Kvaša e Oleksij Pryhorov, bronzo.

## Risultati
| Pos.    | Nazione       | Tuffatori                         | T1    | T2    | T3    | T4    | T5    | T6    | Tot.   |
| ------- | ------------- | --------------------------------- | ----- | ----- | ----- | ----- | ----- | ----- | ------ |
| Oro     | Cina          | Wang Feng Qin Kai                 | 57,60 | 55,80 | 83,70 | 89,76 | 87,72 | 94,50 | 469,08 |
| Argento | Russia        | Dmitrij Sautin Jurij Kunakov      | 54,60 | 52,20 | 80,10 | 79,56 | 67,32 | 88,20 | 421,98 |
| Bronzo  | Ucraina       | Illja Kvaša Oleksij Pryhorov      | 51,00 | 43,20 | 79,56 | 78,54 | 84,00 | 78,75 | 415,05 |
| 4       | Stati Uniti   | Chris Colwill Jevon Tarantino     | 51,00 | 50,40 | 76,26 | 72,42 | 85,05 | 75,60 | 410,73 |
| 5       | Canada        | Alexandre Despatie Arturo Miranda | 53,40 | 49,80 | 77,40 | 71,61 | 77,52 | 79,56 | 409,29 |
| 6       | Germania      | Pavlo Rozenberg Sascha Klein      | 50,40 | 52,20 | 73,44 | 76,65 | 76,65 | 73,50 | 402,84 |
| 7       | Gran Bretagna | Nicholas Robinson-Baker Ben Swain | 51,00 | 49,20 | 76,26 | 67,50 | 81,90 | 76,50 | 402,36 |
| 8       | Australia     | Scott Robertson Robert Newbery    | 50,40 | 51,60 | 56,73 | 82,62 | 77,70 | 74,55 | 393,80 |